# Кобеляки
Кобеля́ки (Кобиляк) — місто в Полтавському районі, Полтавській області, центр Кобеляцької міської громади.

## Географія
Місто Кобеляки знаходиться на берегах річки Ворскла (в основному на правому березі) в місці впадання в неї річки Кобелячки (звідси й назва), за 69 км від обласного центру (автошлях E584) та за 13 км від залізничної станції Кобеляки. Вище за течією на відстані 2 км розташоване село Кунівка, нижче за течією на відстані 0,5 км розташоване село Підгора, вище за течією річки Кобелячки на відстані 1,5 км розташоване село Ганжівка. Річки в цьому місці звивисті, утворюють лимани, стариці та заболочені озера. Через місто проходить автомобільна дорога Н31.

## Історія

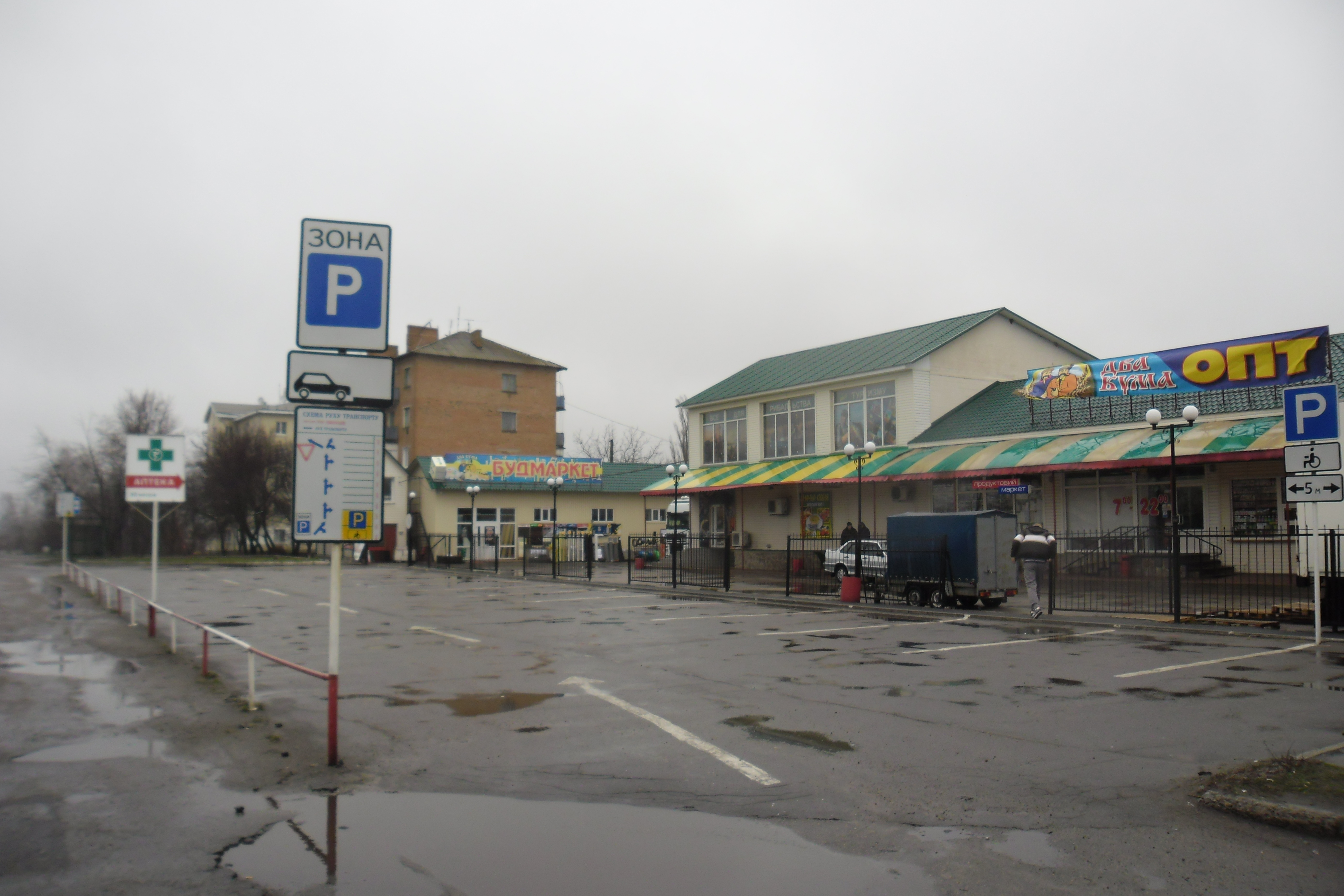
Кобеляки, траса Полтава-Дніпро, квітень 2015 року.

Панорама частини Кобеляк, квітень 2007 року.

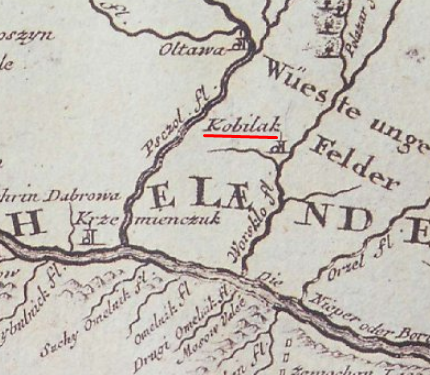
Кобеляки на мапі 1710 р. - "Карта прикордонних територій України, Польщі, Туреччини та Криму"

### Державна та адміністративно-територіальна приналежність міста в XVII—XXIст.
- 1620–1648 Річ Посполита, Київське воєводство, Черкаське староство
- 1648–1764 Гетьманщина
  - Полтавський (1648—1658, 1663—1764), Чигиринський (1658—1661) та Кременчуцький (1661—1663) полки
    - Кобеляцька сотня
- 1764—1917 Російська імперія
  - 1764—1796 Новоросійська губернія[2]
    - 1764—1773 Катерининська провінція Дніпровський пікінерський полк
    - 1773—1783 Полтавська провінція Новосанжарський повіт
    - 1783—1796 Кобеляцький повіт

  - 1796—1803 Малоросійська губернія Кременчуцький повіт
  - 1803 - 1917 Полтавська губернія Кобеляцький повіт
- 1917 - 1920 Українська Народна Республіка (1918 Українська Держава)
  - 1917—1918 Полтавська губернія Кобеляцький повіт
  - 1918 Самарська земля Української Народної Республіки
  - 1918 - 1923 Полтавської губернії Кобеляцький повіт
- 1920—1922 Українська Соціалістична Радянська Республіка
- 1922—1941 СРСР (УСРР, УРСР)
  - 1923—1930 Полтавська округа Кобеляцький район
  - 1930—1932 Кобеляцький район
  - 1932—1937 Харківська область Кобеляцький район
  - 1937—1941 Полтавська область Кобеляцький район
- 1941—1943 Райхскомісаріат Україна Генеральна округа Київ Кобеляцький ґебіт Кобеляцький район
- 1943—1991 СРСР (УРСР) Полтавська область Кобеляцький район
- з 24 серпня 1991 Україна
- з 2020 після проведення адміністративно-територіальної реформи Кобеляцька міська громада

### Раннє заселення (ІІ— XVIст.)
Територія Кобеляк заселена у 2—6 ст. Поблизу міста, у напрямку до села Ганжівки, у пересохлій заплаві пересохлої річки Кобелячок виявлено поселення Черняхівської культури. Можливо територія містечка була заселення в часи Золотої Орди, адже археологи виявили сліди глиняного водогону характерного для міст Золотої Орди.

### Заснування
Населений пункт вперше позначено на карті Корнелія Данкерта, 1620—1636 років та Фридерика де Віта, 1632 р. Назва міста ймовірно походить від річки Кобелячки або була калькою назви правобережних Кобиляк (нині село Звенигородського р-ну Черкаської обл.). Відомі й інші схожі топоніми. У королівському наданні Станіславу Гурському (давній жовнір кварцяного війська, підлеглий-клієнт великого коронного гетьмана С.Конецпольського) на нижню Ворсклу (від Санжарівського перевозу до гирла), датованому 26 березня 1638 р., є згадка річки Кобиляк та топоніму Ведмежі Голови (згадавши кримську Аю-Даг/Ведмідь-гору, можна припустити, що Аю-Баш/Ведмежі Голови — то назва кобеляцьких гір, на яких згодом і розбудовувалося місто Кобеляки; цілком може бути, що давнє золотоординське поселення тут звалося саме Аю-Баш). 1643 на нижній Ворсклі починає розбудовувати свою магнатську маєтність (землі від Кременчука до Орлика по Дніпру, а вгору Ворсклою по Санжари) Юрій Немирич (Гурський поступився, за певну компенсацію, своїми правами на місцеві маєтності). Кобеляки мали стати «столицею» цих володінь. Проте, після смерті протектора Ю. Немирича великого коронного гетьмана Станіслава Конецпольського у 1646 році, магнати Потоцькі витіснили конкурента і Ю. Немирич виїхав за кордон.

### Гетьманщина
З початком Козацької революції 1648 Кобеляки стали сотенним центром Полтавського полку. 1654 в зв'язку із новим союзом із Московським царством Кобеляки стають опорним пунктом кордону проти татар і Богдан Хмельницький доклав зусиль для його укріплення (за присягою 1654 у Кобеляках було 311 осель-господарств — 180 міщанських з війтом на чолі і 131 козацька з отаманом і писарем як старшинами). 1657 Ю.Немирич став єдиним магнатом, який перейшов на сторону козаків і гетьман Б.Хмельницький дозволив йому отримувати деякі прибутки з давніх маєтностей. Тоді ж Немирич, який перейшов на православ'я, відписав певні угіддя у Кобеляках монастирю у правобережній Медведівці (1661 це надання підтвердив-розширив гетьман Юрій Хмельницький).

### Кобеляцька фортеця
Першу інформацію стосовно фортеці знаходимо на картах Гійома Левассера де Боплана з середини XVII ст. За ними, вона складалася з двох частин. Перша у формі чотирикутника мала укріплення із земляних валів, рів і чотири кутові бастіони. Два бастіони знаходилися зі східного боку, над річкою. Друга частина фортеці у формі трикутника була приєднана його вершиною до східної стіни першої частини і обведена частоколом. За планом друга частина була за площею в кілька разів більшою за першу. Це може свідчити, що остання могла виконувати роль цитаделі.

Наступну дещо суперечливу згадку маємо від османського мандрівника Евлія Челебі. (10 — 15 років після Боплана). У його спогадах читаємо: 
Кобиляк цілком відбудований гетьманом. Російською це значить «кобила». Ця фортеця теж знаходиться під владою Сарикамиша, а козаки цих міст є одним цілим з козаками Сірка. Війська у них до десяти тисяч. Це невелика чотирикутна фортеця побудована з каменю. Вона стоїть на березі Дніпра (?) на крутому урвищі. В ній є арсенал і гармати, також кілька монастирів і крамниць.
Найбільше сумнівів викликає, звичайно ж те, що Челебі пише про Дніпро, а не про Ворсклу. Але теоретично можемо припустити, що за гетьманування Хмельницького цитадель Кобеляцької фортеці була обнесена кам'яною стіною поверху земляного валу. Можливо кам'яні будови були зруйновані під час Руїни. Із завоюванням Кримського ханства Російською імперією фортеця втрачає будь-яке стратегічне значення, хоча раніше її у військово-адміністративному плані підпорядкували адміністрації Української лінії. Далі маємо лише усні спогади та залишки валів. Так на початку ХХ століття краєзнавець Платон Олександрович Кітіцин опитав місцевих старожилів і не довідався від них важливих подробиць. 
«Фортеця у Кобеляках була земляною, оточеною валом. Вал починався від р. Ворскли, проходив Катеринославською дорогою, завертав на схід біля крамниць і через площу спускалася до ріки. Фортеця стояла на горі навпроти Успенської церкви.»
На плані Кобеляк 1781 року можна прослідкувати лінії старих укріплень. Їх залишки збереглися до початку ХХ століття. Згідно із дослідженням Кітіцина до фортеці вели двоє воріт.

### Доба Руїни
Новий гетьман Іван Виговський ще більш розширив права Ю.Немирича на шість лівобережних міст, у тому числі і Кобеляки. Це викликало невдоволення полтавського полковника Мартина Пушкаря. Під час його повстання 1658 місто переходило з рук в руки. З розгромом повстання і обрізанням володінь Полтавського полку Кобеляки увійшли до складу Чигиринського полку. У травні 1659 Кобеляки спалили запорожці, які стали на бік нового претендента на гетьманську булаву — Юрія Хмельницького. Утім, після Чуднівської битви 1660, коли Україна розкололася по Дніпру, з лівобережних володінь Чигиринського полку 1661 утворений Кременчуцький полк, до якого увійшли і Кобеляки. Та, після погрому Кременчука 1663 цей полк занепадає і Кобеляки повертаються під владу Полтавського полку, де перебували до включення до Дніпровського полку Новоросійської губернії в 1764 році.

### У складі Російської імперії

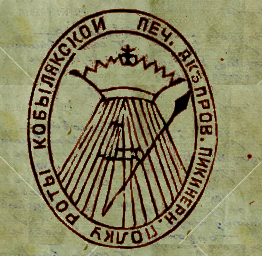
Печатка Кобеляцької роти Дніпровського пікінерського полку 1795 року.

1722 за жителями міста записані 25 «постійних» та «весняних» млинів, 5 ґуралень, 5 солодовень.
На початку 1737 околиць Кобеляк востаннє сягнув татарський набіг.
1760 граф Михайло Воронцов, який отримав тут земельні надання, привласнює в Кобеляках частину селянських та козацьких дворів. Після утворення Новоросійської губернії 1764, у 1765 Кобеляки передали під її зверхність і вони стали центром Дніпровського пікінерного полку, до якого записували місцевих козаків (полк проіснував до 1783). Його полковник — Микола Одабаш — багато зробив для розвитку міста, у тому числі своїм коштом заклав 1781 школу для дворянських дітей.

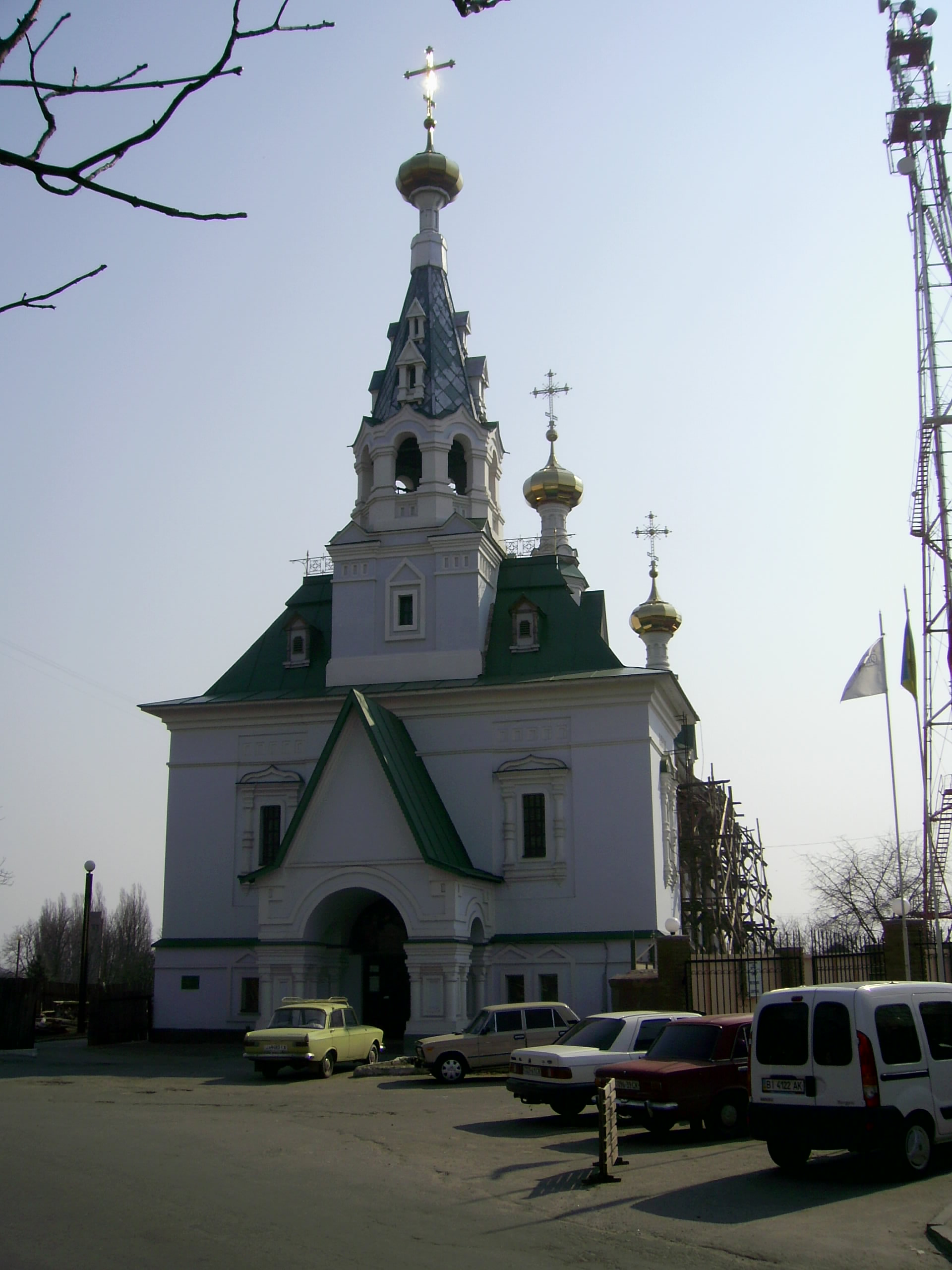
Церква святого Миколая Чудотворця

1828 року створена Міська дума, згодом — поштова станція. 1843 року Кобелякам присвоєно герб. У середині 19 століття через місто пролягали торгові тракти на Катеринослав, Полтаву та Кременчук. Відбувалося 5 ярмарків на рік. У 1859 в місті проживало 7993 жителів; у 1863 — 9424 жителів; у 1897 — 10 487 жителів, серед яких 2 119 євреїв (близько 20 % міщан). Після поділів Польщі та встановлення смуги осілості євреї починають заселяти Лівобережну Україну і Кобеляки зокрема.
За даними на 1859 рік у місті мешкало 7993 особи (3870 чоловічої статі та 4123 — жіночої), налічувалось 935 дворових господарств, існували 9 православних церков, єврейська молитовна школа, лікарня, повітове та приходське училища, поштова станція, відбувалось 5 ярмарків на рік та базари.
1870 року введено до ладу залізничну станцію Кобеляки. У 1859 відкрито повітову лікарню. У місті також працювали 4 училища, прогімназія, жіноча гімназія, комерційне училище та чоловіча гімназія та 7 шкіл, Народний будинок з драматичним колективом під керівництвом С. Г. Киреєва. З 1905 членом постійної трупи був уродженець міста Шкурат Степан Йосипович, згодом актор українського театру і кіно, народний артист УРСР. Станом на 1910 в Кобеляках проживало 11 087 жителів, було З парових млини, 4 ковбасні та 5 кондитерських заводів, 2 заводи мінеральних вод, пивоварня, друкарня Б. І. Брагилевського. Громадський парк існує з 1917 року. 1916 в місті мешкало понад 20 тис. ос. (у тому числі біженці). Під час революції 1905 року Кобеляках сталося Кобеляцьке селянське заворушення. У 1905 році вийшла перша в місті газета «Земля», у 1911 і 1913 роках виходила щоденна газета «Кобелякское слово». Під час революційних заворушень 1905 і 1919 років у місті відбувалися єврейські погроми.
На початку нового століття у місті працювало декілька синагог та власні школи. Євреї мали великий вплив у місті — їм належало 4 склади аптечних товарів, 3 пекарні, 2 перукарні, фотомайстерні (Хаїм-Лейба Євсеєва, Ісаака Луцького та ін.) і більше 50 торговельних лавок. Відомим став пивоварний завод Мошкевича.

### Українські визвольні змагання та міжвоєнний період
З 7-го листопаду 1917 року в складі Української Народної Республіки. Після відступу союзників і низки поразок української армії Полтавську губернію, у тому числі Кобеляки було анексовано більшовиками в 1920 року. У січні 1919 створена повітова антиукраїнська парторганізація більшовиків, що налічувала 60 чоловік, яка підняла заколот проти Української Народної Республіки. 22 січня 1919 року, для придушення заколоту, Кобеляки було здобуто Кінним полком ім. Петра Болбочана Армії УНР, перейменованого згодом на Кінний полк Чорних Запорожців.
18 січня 1920 створено Кобеляцький ревком. Були організовані міліція та «народний» суд, націоналізовані друкарня та парові млини.
1921–1926 в Кобеляках організовано 9 кооперативних об'єднань: «Зоря», «Мило», «Швейтекстиль», «Культура» тощо. Працювали 2 шкіряних заводи, 5 сукновалень, 14 кузень, слюсарна майстерня, черепичний завод, З хлібопекарні. 1922 року відкритий Народний театр.
З 1923 Кобеляки — райцентр Полтавської округи, з 1932 — Харківської, з вересня 1937 — Полтавської області.
На 15.03. 1923 у місті налічувалось 12 395 жителів. На 17.12. 1926 — 10984 жителів  Далеко не всі жителі пережили чорні часи — знищення інституту церкви, розкуркулення і колективізацію, голодомор 1933-го року, постійні репресії інтелігенції і простих трудівників. Торкнулося це і єврейського населення, кількість якого у 1930-х роках стрімко зменшується, і на 1939 рік складає 360 осіб (4 %), У 1925—30 працювала кооперативно-торгова школа, у 1930—35 — педагогічний технікум, з 1934 — зоотехнічна школа, з 1936 — середня медична. Працювали також 3 середні, 3 неповні середні й 1 початкова загальноосвітня школи. Діяли дитяче містечко ім. В. Г. Короленка на 1 тис. дітей-сиріт, Палац культури на 400 місць, 5 клубів, 3 бібліотеки.

#### Репресовані радянською владою жителі
1. Горбань Михайло Петрович [Архівовано 10 Квітня 2021 у Wayback Machine.] - 1904 року народження, місце народження: Полтавська обл. м. Кобеляки, національність: українець, соціальне походження: із службовців, освіта: освіта неповна середня, останнє місце проживання: Полтавська обл. м. Кобеляки, останнє місце роботи: Учень 5 класу комерційної гімназії, Заарештований 15 червня 1920 р., Засуджений Трійкою Полтавської ГубНК 1 липня 1920 р. (стаття КК не вказана) за участь у петлюрівській змові та у військовому повстанні до розстрілу. Враховуючи його неповноліття, направлений у м. Москву до колонії неповнолітніх злочинців.

### Друга Світова Війна
У період німецько-нацистської окупації (15.09. 1941 — 25.09. 1943) гітлерівці вбили 771 ос., знищили 186 будівель.
Ввечері 15 вересня 1941 року, у перший день окупації, грабували мешканців міста. Німецькі солдати та офіцери ходили із квартири до квартири та забирали у людей речі, цінності та продукти харчування.
До осені 1943 року містом керував бургомістр Василь Шкіренко — уродженець села Лелюхівка Новосанжарського району, який до цього заробляв на життя виробництвом шкур. Мав лише 7 класів освіти. У 1928 році родина потрапили під репресії (розкуркулення) — батьки втратили права, після чого вирішили виїхати до Новомосковська (теперішня Дніпропетровська область).  За час керування Шкіренка у кобеляччан забирали худобу, а людей відправляли до Німеччини.
Начальниками поліцейського відділку за час окупації були Костянтин Йордан — фін за національністю, та Іван Галь.
У січні-лютому 1942 року від 110 до 126 євреїв-кобелячан були розстріляні за межами міста. 23-25 єврейських дітей і кілька літніх жінок, які жили залишалися в місті були отруєні у січні — березня 1942 року. У період з березня по травень 1943 року єврейське кладовище за містом було сплюндровано і зруйновано.
Ввечері 21 вересня 1943 року наступ у бік Кобеляк розпочали три стрілецькі полки 93-ї стрілецької дивізії 35-го гвардійського стрілецького корпусу 69-ї армії Степного фронту Червоної Армії — 281-й, 278-й та 285-й. Через 4 дні, 25 вересня, німецькі загарбники залишили місто.
10 січня 1944 року на Базарній площі міста лікаря Михайла Ходота та поліцая Єгора Соловея прилюдно повісили через їхню участь в отруєнні єврейських дітей.
На міському цвинтарі є братська могила 18 радянських воїнів.
У 1966 році місто газифіковане. Тут є критий колгоспний ринок, автовокзал, лазня. Навчання проводиться у 2 середніх та 2 неповних середніх школах, музичній школі, школі-інтернаті та профтехучилищі, функціонує 4 дитсадки.

## Інфраструктура

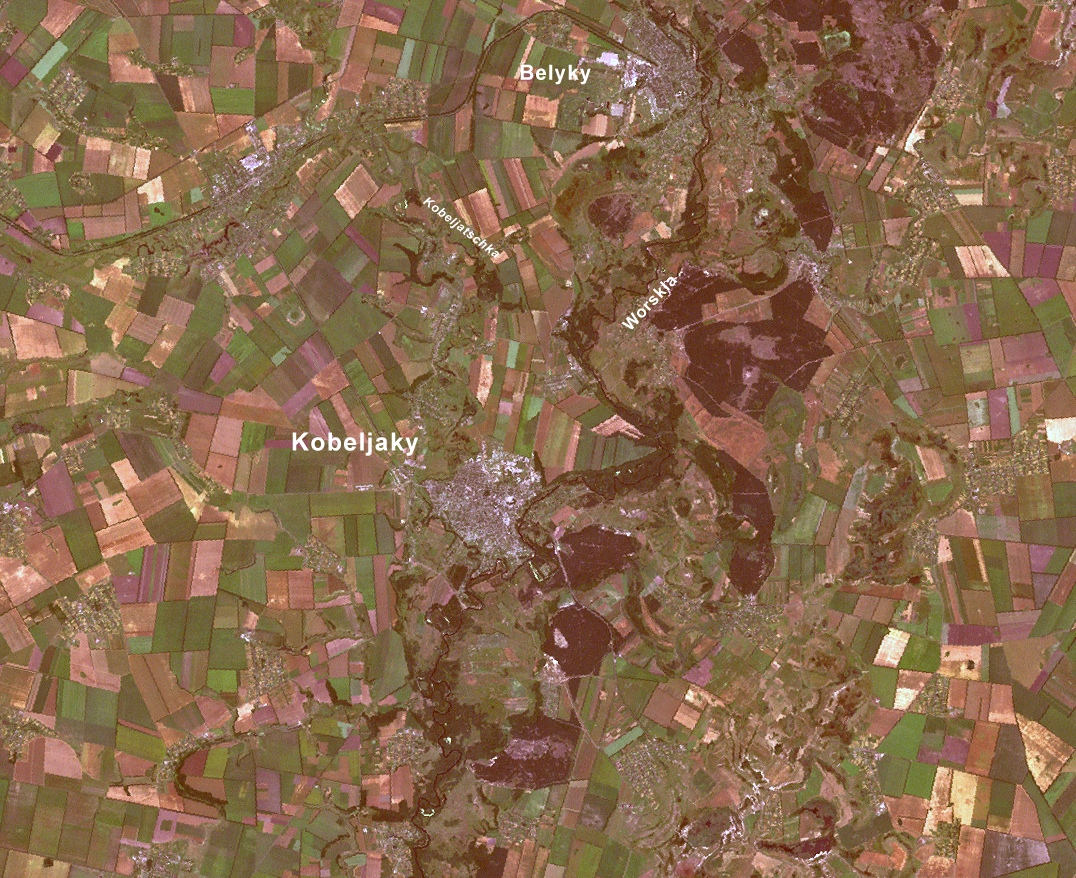
Вигляд міста із супутника

У Кобеляках працюють завод продтоварів «Мрія», швейна фабрика, хлібокомбінат, комбікормовий завод тощо. Місто газифіковане 1966 року. Є критий ринок, автовокзал. 3 школи, музична школа, школа-інтернат, профтехучилище, 2 дитсадки. Є центр мануальної терапії ім. Миколи Касьяна, Будинок культури на 550 місць, 1 бібліотека (заг. книжковий фонд — 173,3 тис. од. зб.), історичний музей, Кобеляцький музей літератури і мистецтва, 3 парки відпочинку.
Виходить газета «Колос», Ехо.

### Пам'ятники та меморіальні таблиці міста
Б. Хмельницькому (1962), Т. Шевченку та М. Касьяну.

## Населення

### Чисельність
| 1897     | 1923     | 1926     | 1959     | 1970     | 1979     | 1989     |
| -------- | -------- | -------- | -------- | -------- | -------- | -------- |
| ▲ 10 487 | ▲ 12 186 | ▼ 11 637 | ▼ 9 568  | ▲ 10 883 | ▲ 11 902 | ▲ 12 975 |
| 2001     | 2003     | 2004     | 2005     | 2006     | 2007     | 2008     |
| ▼ 12 076 | ▼ 11 816 | ▼ 11 555 | ▼ 11 324 | ▼ 11 080 | ▼ 10 909 | ▼ 10 751 |
| 2009     | 2010     | 2011     | 2012     | 2013     | 2014     | 2015     |
| ▼ 10 600 | ▼ 10 484 | ▼ 10 379 | ▼ 10 250 | ▼ 10 181 | ▼ 10 041 | ▼ 9 977  |
| 2016     | 2017     | 2018     | 2019     | 2020     | 2021     | 2022     |
| ▬9 961   | ▼ 9 927  | ▼ 9 841  | ▼ 9 772  | ▼ 9 718  | ▼ 9 627  | ▼ 9 465  |

### Національний склад
Національний склад населення за даними перепису 2001 року:
| Національність  | Відсоток |
| --------------- | -------- |
| українці        | 94,57%   |
| росіяни         | 4,37%    |
| вірмени         | 0,28%    |
| білоруси        | 0,21%    |
| азербайджанці   | 0,12%    |
| інші/не вказали | 0,45%    |

### Мова
Розподіл населення за рідною мовою за даними перепису 2001 року:
| Мова            | Чисельність, осіб | Доля   |
| --------------- | ----------------- | ------ |
| Українська      | 11 448            | 95,66% |
| Російська       | 459               | 3,84%  |
| Вірменська      | 26                | 0,22%  |
| Білоруська      | 8                 | 0,07%  |
| Румунська       | 1                 | 0,01%  |
| Угорська        | 1                 | 0,01%  |
| Інші/Не вказали | 25                | 0,19%  |
| Разом           | 11 968            | 100%   |

## Релігійне життя
У вересні 2013 року Святійший Патріарх Філарет у місті звершив чин освячення новозбудованого храму на честь святого великомученика Юрія Переможця та Божественну літургію.

## Місто-побратим
- Зінген, Німеччина[35]

## Видатні особистості та гурти
- Вільковський Володимир Вікторович (1983—2014) — старший солдат Збройних сил України, учасник російсько-української війни.
- Гармаш Галина Семенівна (* 1966) — українська поетеса.
- Греченко Василь Миколайович — український театральний художник, заслужений діяч мистецтв, лауреат Державної премії СРСР
- Давидов Олександр Михайлович (справжнє ім"я Левенсон Ізраїль Мойсейович) — заслужений артист УСРР (1924).
- Донченко Павло Іванович — військовий урядовець, громадський діяч, помічник начальника Загального відділу Головної управи військових шкіл Військового міністерства уряду УНР.
- Жуков Андрій Федорович (1860 - після 1938) - український громадський діяч у Владивостоці (1909-1922), народився в Кобеляцькому повіті
- Закржевський Василь Іванович — начальник управління Дієвої армії УНР.[36]
- Золотаренко Євген Антонович — народний артист УРСР
- Енецький М. С. — український письменник
- Івахненко Олексій Григорович — український вчений-кібернетик, академік НАН України;
- Ірина Наріжна (*1902 — †1978) — письменниця, графік
- Касьян Микола Андрійович, лікар-остеопат, академік Української академії наук, заслужений лікар України
- Кашин Володимир Леонідович — український письменник
- Китастий Григорій Трохимович — відомий український композитор, диригент, бандурист
- Китиця Павло Платонович — підполковник Армії УНР.[37]
- Кіт Дмитро Дмитрович (1974—2014) — старший сержант ЗСУ, учасник російсько-української війни.
- Колісник П. С. — заслужений артист УРСР
- Нездійминога Микола Павлович — вояк Армії УНР, доктор медицини, активний учасник культурно-просвітницьких українських емігрантських організацій у 1920х — 1960-х роках
- Салогуб Віталій Андрійович (1982—2015) — солдат Збройних сил України, учасник російсько-української війни.
- Сімяник Сергій Остапович (1897 - після 1985) - сотник армії УНР. У 1932 році закінчив Українську господарську академію в Подєбрадиах з титулом інженера.
- Симановський Василь Лаврович, один з найближчих соратників Лавра Корнілова
- Гнилосиров Василь Степанович — український письменник
- Станіславський Василь — український літературознавець і фольклорист
- Тесля Григорій Терентійович — заслужений артист УРСР
- Шкурат Степан Йосипович — Заслужений артист РРФСР (1935). Народний артист Української РСР (1971)
- Солодовник Сергій Максимович — український живописець.
- Чирцов Олександр Семенович (1977—2015) — старший солдат Збройних сил України, учасник російсько-української війни.
- Федорін Юрій Петрович (1979—2017) — молодший сержант Збройних сил України, учасник російсько-української війни
- The ВЙО — відомий український гурт, заснований у місті в 1991 році

У 1932—44 у Кобеляках жив український композитор, народний артист УРСР Віталій Кирейко. У середині 1890-х в Кобеляках побував російський письменник Іван Бунін.

## Світлини

Будинок культури
Будинок дитячої творчості
ЗОШ № 3
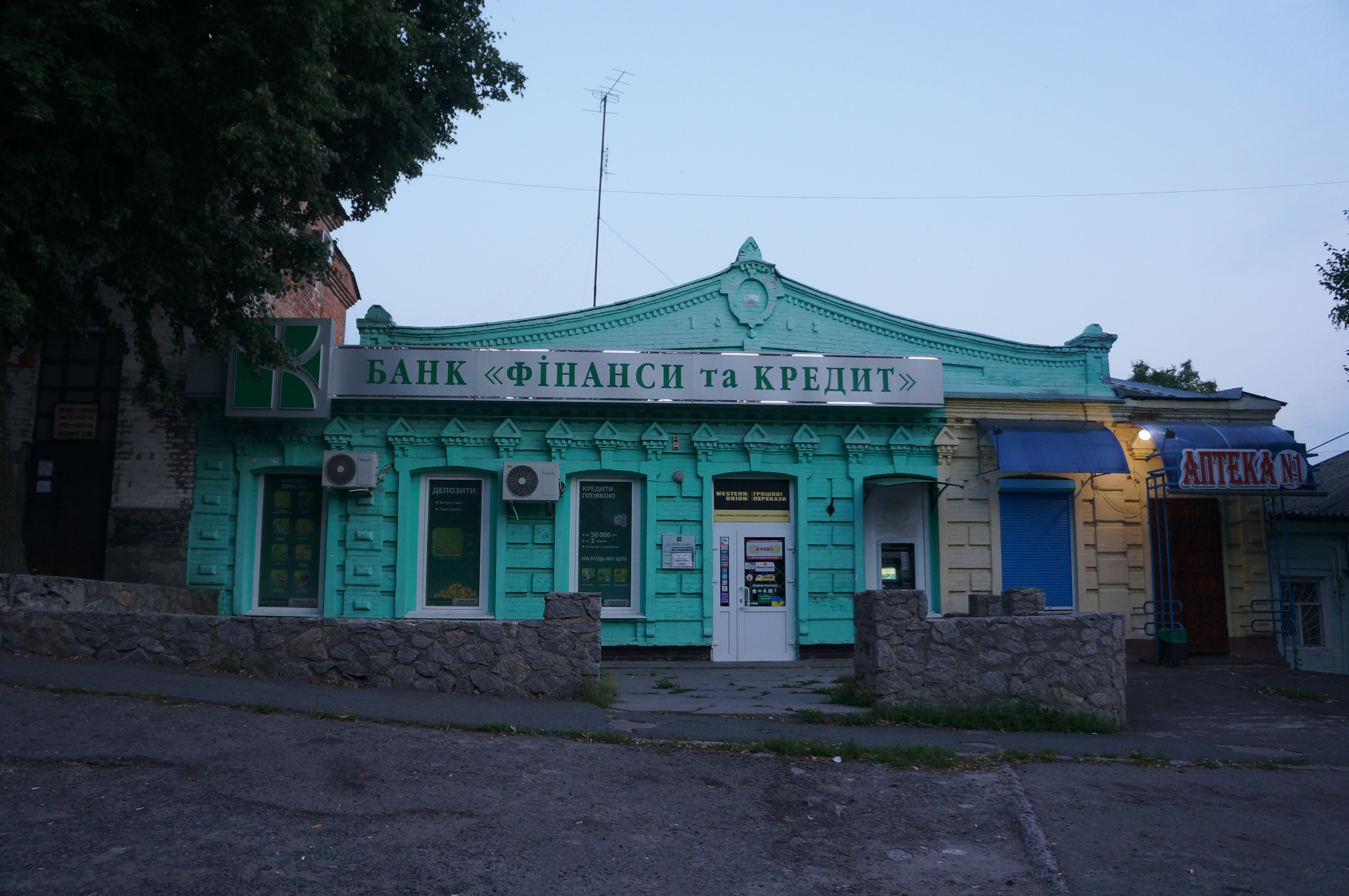
Банк

## Також
- Перелік населених пунктів, що постраждали від Голодомору 1932-1933, Полтавська область